# 国際ロータリー
国際ロータリー（Rotary International、以下“RI”）は、世界各地のロータリークラブを会員とする連合組織である。

## 概要
国際ロータリーには、ロータリー財団が併設されており、ロータリー財団国際親善奨学生を全世界に派遣している。日本からは、緒方貞子が戦後の財団奨学生として、アメリカ合衆国に派遣されている。
国際ロータリーの中央事務局は、アメリカ合衆国イリノイ州エバンストンにある。クラブ数、会員数ともにアメリカが世界1位。201カ国と地域に3万4558クラブ、会員総数は122万115人である。（2014年10末現在・公式誌による）
ロータリーの年度は7月1日 - 6月30日で、すべての役員の任期は1年であり原則的に再任はない。2020-21年度のRI会長はドイツのホルガー・ナック (Holger Knaack)。なお2012-13年度会長は日本の田中作治（埼玉県八潮ロータリークラブ）、2014-15年度は台湾からの初選出の黄其光（Gary C.K.Huang、台北ロータリークラブ）、2015-16年度はスリランカのラビンドラン（コロンボロータリークラブ）など、一時期アジア地区からの会長就任が多かった。

## 沿革
1905年にアメリカのシカゴで弁護士ポール・ハリス（Paul P. Harris , 1868年-1947年）が、シカゴの大火の後、友人3名と、1つの業種につき1人の会員を原則として創立した相互扶助の親睦クラブを起源とする。会員の事務所を輪番で会合場所としたことからロータリークラブと呼称した。
その後アメリカ各地にクラブが誕生すると、1910年には「全米ロータリークラブ連合会」を結成。カナダやイギリスにも広がったことにより、1912年には「ロータリークラブ国際連合会」と改称。さらに1922年のロサンゼルス国際大会において「国際ロータリー」と改称された。

## 綱領（目的）
有益な事業の基礎として奉仕の理想を鼓吹し、これを育成し、特に次の各項目を鼓吹、育成することにある。
1. 奉仕の機会として知り合いを広めること。
2. 自己の事業と専門職務の道徳的水準を高めること。（要約）
3. 個人生活、事業生活及び社会生活に常に奉仕の理想を適用すること。
4. 国際間の理解と親善と平和を推進すること。（要約）

## 公式標語
- 「超我の奉仕」(Service Above Self)　…第1標語
1911年のポートランドで開催された「第2回全米ロータリークラブ連合会」で発表され、1950年のデトロイト国際大会でロータリーの「公式標語」として採択された。

- 最も良く奉仕する者、最も多く報いられる。(He profits most who serves best)　…第2標語

国際ロータリー（RI）テーマ
RI会長より毎年出されるメッセージでその年度を通じて、奉仕活動の方向づけとなるものである。
- 2012年 - 2013年度「奉仕を通じて平和を」"Peace Through Service"
- 2011年 - 2012年度「こころの中を見つめよう　博愛を広げるために」"Reach Within to Embrace Humanity"
- 2010年 - 2011年度「地域を育み、大陸をつなぐ」"Building Communities Bridging Continents"
- 2009年 - 2010年度「ロータリーの未来はあなたの手の中に」"Future of Rotary is in your hands"
- 2008年 - 2009年度「夢をかたちに」"Make Dreams Real"
- 2007年 - 2008年度「ロータリーは分かちあいの心」"Rotary Shares"
- 2006年 - 2007年度「率先しよう」"LEAD THE WAY"

## 組織
綱領（目的）推進管理の主体は、RI理事会である。理事会は、RI会長・会長エレクト（次期会長）・および各地域ゾーンから選ばれた理事17名で構成され、この理事のなかには一名の副会長と財務長が含まれる。理事の外、管理事務担当として事務総長、地区の管理者としての地区ガバナーがある。
国際ロータリーと各クラブを結びつける管理上の機構として「地区」がある。ガバナーを始め、地区役員は地区内クラブの会員によって組織される。日本は、3ゾーン・34の地区に区分され、東京の第2750地区にはマリアナ・ミクロネシア・グァムを含む。
地区ガバナーDistrict Governor（台湾では「総監」・韓国では「総裁」。日本ではそのまま「ガバナー」と呼称する）は、地区内における国際ロータリーの唯一の管理役員である。地区内クラブによって指名され、RI国際大会によって選挙される。その資質として、所属クラブからの尊敬と信頼をえていること。優れた経営力を持ち職業上高い世評を得ている人物であることが求められる。

### 奉仕部門
「綱領」を推進するために大別して次の5つの奉仕部門がある。
1. クラブ奉仕部門
2. 職業奉仕部門
3. 社会奉仕部門
4. 国際奉仕部門
5. 新世代奉仕部門

### ロータリープログラムによる組織
ロータリーの展開する新世代プログラムのひとつとして、若者で構成するクラブの結成を奨励している。これらクラブは国際ロータリー直属の会員ではないが、重要な「ロータリーファミリー」と位置付けられている。
各ロータリークラブからの提唱・ガバナーの確認・国際ロータリーの承認によって、そのロータリークラブのあるエリアにクラブが結成される。「提唱」によるため、これらのクラブをエリアに持たないロータリークラブもある。承認を受けると、認証状・旗（クラブのシンボルマークとクラブ名が描かれたもの）・鐘（例会の開会・閉会時に鳴らす）が当該クラブに与えられる。
これらのクラブでは、地域での奉仕活動などの独自の活動に加え、活動実績の報告・会員やゲストによるスピーチ（卓話）などが行われる「例会」を持つ。また、ロータリークラブ関係の会議に招待されることもある。
- ローターアクトクラブ
18 - 30歳の男女で構成され、そのモットーは「奉仕を通した親睦 (Fellowship Through Service)」である。大学を構成単位とするクラブもある。

- インターアクトクラブ
高校生または14 - 18歳の男女で組織される。基本的には高校を構成単位としているが、一校内に限らず地域の数高からメンバーを集める事も認められている。学校名をクラブ名に冠する場合が多い。

### 会員組織
一業種一人の会員制は、長年ロータリーの基本的特色であったが2001年その制約が緩和された。すなわち5名の範囲内でなら認められる様に改定されている。但し51名以上のクラブにあっては、同一職種が10%を超えない範囲で同一業種の会員を選出できるとして、（現実的には6名の同一職種会員の存在するクラブは、60名の会員が必要である）時代の変化に対応し制約の緩和を図ったもの。とは言っても、均整の取れた会員組織維持のために「同一業種上限10%」としたものである。

## 各クラブへの入会システム
入会する資格は、自由裁量権をもつビジネスマンか専門職業人であり、クラブがその地域内の代表的な業種の中から選んで入会を勧誘する。

## 国際大会
RI国際大会は全ロータリアンを鼓舞激励し、かつ情報を与えることにより組織の発展と活性化をはかる目的で世界各地の会員が一都市に集まり、毎会計年度の最後の3ヶ月間（4 - 6月）理事会の決定による場所で開催される。